# Taglang La
Der Taglang La (auch Tanglang La) liegt im Unionsterritorium Ladakh (Distrikt Leh) im Nordwesten Indiens und ist ein 5317 Meter hoher, saisonal (Juni–September) befahrbarer Gebirgspass. Die Bedeutung des Taglang La besteht darin, dass er auf der wichtigen Verkehrsverbindung des Manali-Leh-Highways liegt.
Laut Informationstafeln der indischen Straßenbehörden ist der Taglang La mit 5359 Meter der zweithöchste befahrbare Pass der Welt. Nur der Kardung-Pass liege höher mit vermeintlichen 5604 Meter. Es muss aber angenommen werden, dass die Passhöhe des Taglang La von 5359 Meter nicht der Wahrheit entspricht, Rekordansprüchen wegen. Im Falle des Kardung La konnte dies per GPS bestätigt werden: Katalanische Wissenschaftler maßen statt der 5604 Metern lediglich 5360 Meter.